# Taha Can Velioğlu
Taha Can Velioğlu (* 21. Februar 1994 in Sakarya) ist ein türkischer Fußballspieler.

## Vereinskarriere
Taha Can Velioğlu spielte von 2004 bis 2010 in der Jugendakademie von Bursaspor. In der Saison 2010/11 wurde er, unter Trainer Ertuğrul Sağlam, das erste Mal in die 1. Mannschaft berufen. Sein Debüt als professioneller Fußballspieler gab Velioğlu am 26. Januar 2011 im Pokalspiel gegen Kasımpaşa Istanbul. Das erste Spiel in der Süper Lig folgte am letzten Spieltag der Saison 2012/13 gegen Gençlerbirliği Ankara.
Zur Saison 2013/14 wechselte der Abwehrspieler in die Zweite türkische Liga zu Bucaspor. Die Rückrunde der Saison 2015/16 verbrachte er bei Ankara Adliyespor.
Nach 15 Einsätzen wechselte Velioğlu zur Saison 2016/17 zum Zweitligisten Denizlispor. Mit Denizlispor konnte er die Meisterschaft der TFF 1. Lig 2018/19 und den Aufstieg in die Süper Lig feiern.

## Erfolge
Denizlispor
- Meister der TFF 1. Lig und Aufstieg in die Süper Lig: 2018/19